# Progress 25
Progress 25 (ryska: Прогресс-25) var en sovjetisk obemannad rymdfarkost som levererade förnödenheter, syre, vatten och bränsle till den då sovjetiska rymdstationen Mir. Den sköts upp med en Sojuz-U2-raket, från Kosmodromen i Bajkonur den 19 mars 1986 och dockade med Mir den 21 mars. 
Farkosten lämnade rymdstationen den 20 april 1986 och brann upp i jordens atmosfär den 21 april 1986.
Progress 25 var den första Progress att besöka Mir. Farkosten var även den första Progress att skjutas upp med en Sojuz-U2.

### Fotnoter
1. ↑  ”NASA Space Science Data Coordinated Archive” (på engelska). NASA. https://nssdc.gsfc.nasa.gov/nmc/spacecraft/display.action?id=1986-023A. Läst 1 mars 2020.
2. ↑  Manned Astronautics - Figures & Facts Arkiverad 21 juni 2008 hämtat från the Wayback Machine., läst 15 juli 2016.